# ويلي باسترانو
ويلي باسترانو (بالإنجليزية: Willie Pastrano)‏ مواليد 27 نوفمبر 1935 في نيو أورلينز، الولايات المتحدة - الوفاة 06 ديسمبر 1997 في نيو أورلينز، الولايات المتحدة، كان ملاكم أمريكي سابق صنّف ضمن فئة وزن خفيف الثقيل.

## إحصائيات
خاض خلال مسيرته 350 نزالا، فاز في 347 وتعادل في 8 وخسر في 3. فاز بالضربة القاضية في 311 نزالا.

## روابط خارجية
- ويلي باسترانو على موقع IMDb (الإنجليزية)
- ويلي باسترانو على موقع قاعدة بيانات الفيلم (الإنجليزية)
- ويلي باسترانو على موقع بوكس ريك (الإنجليزية) (registration required)
- ويلي باسترانو على موقع قاعة لويزيانا للمشاهير الرياضية (الإنجليزية)